# Michel Henri Marie Coutanceau
Pour les articles homonymes, voir Coutenceau.
Henri (Michel Henri Marie) Coutanceau (15 juillet 1855-8 novembre 1942) est un général de division français, dont le nom est associé à la Première Guerre mondiale, et historien.

## Biographie
Son prénom usuel était Henri.  Fils de Jean-Alexis Coutanceau et Rosalie (Jeanne Rosalie) Rolando. En 1914, alors gouverneur de Verdun, il avait fait inscrire sur la porte d'entrée du fort : " S'ensevelir sous les ruines du fort, plutôt que de se rendre. ". Son surnom était "Le boulon". Il décède, sans descendance, à Bordeaux au 56, rue de Turenne où il résidait avec son épouse Thérèse Rieunier.

### Grades
- 23/03/1909 : Général de brigade
- 23/03/1912 : Général de division

### Décorations

#### Décorations Français
- : Grand Officier de la Légion d'honneur le 09/11/27 [1]
  - Commandeur le 28/10/15
  - Officier le 12/07/10
  - Chevalier le 09/07/92
- : Croix de Guerre 1914-1918
- : Médaille interalliée 1914-1918
- : Médaille commémorative de la Grande Guerre

#### Décorations Étrangères
- : Grand Officier de l’Ordre de la Couronne (Belgique)
- : Distinguished Service Medal (États-Unis)
- : Chevalier-Commandeur de l’Ordre de Saint-Michel et Saint-Georges (Royaume-Uni)

### Postes
- 26/12/1908 - 24/08/1910 : adjoint au commandant supérieur de la défense des places du groupe d'Épinal et gouverneur d’Épinal et commandant de la subdivision de région d'Epinal.
- 24/08/1910 - 23/03/1912 : commandant de la 79e Brigade d'Infanterie.
- 23/03/1912 - 14/05/1912 : membre du Comité technique du Génie.
- 14/05/1912 - 10/08/1915 : commandant supérieur de la défense de la place de Verdun et gouverneur de Verdun 
  - 14/05/1912 - 02/08/1914 : commandant de la subdivision de région de Verdun.
- 10/08/1915 - 19/01/1916 : commandant du secteur Nord de la région fortifiée de Verdun
- 19/01/1916 - 20/03/1916 : en disponibilité.
- 20/03/1916 - 27/06/1917 : commandant supérieur de la défense des places du groupe de Dunkerque et gouverneur de Dunkerque
- 27/06/1917 - 24/09/1917 : directeur des étapes et services de la  Ire Armée
- 15/07/1917: placé dans la section de réserve.
- 01/12/1917 - 10/03/1919 : commandant de la  11e Région (Nantes)
- 10/03/1919 : replacé dans la section de réserve

## Ouvrages
- La campagne de 1794 à l'armée du Nord (5 volumes)[2]